# Charles Walter Clark
Charles Walter Clark (1885–1972) byl anglický architekt, který v letech 1911–1933 pracoval pro železnici Metropolitan Railway a vyprojektoval 25 stanic londýnského metra, z nichž pět se dnes nachází na seznamu budov zvláštního architektonického nebo historického významu.

## Životní dráha a profesionální kariéra
Narodil se v roce 1885. Vystudoval nezávislou školu Emanuel School ve čtvrti Battersea v jihozápadním Londýně a potom pracoval jeden rok pro železniční společnost London, Brighton and South Coast Railway. V roce 1910 nastoupil do železniční společnost Metropolitan Railway jako pomocný architekt. Během První světové války sloužil jako dobrovolnický rezervista královského námořnictva. V roce 1921 ho společnost Metropolitan Railway jmenovala svým hlavním architektem. V roce 1930 byl zvolen váženým členem (fellow) profesního sdružení Royal Institute of British Architects. V roce 1933 byla společnost Metropolitan Railway spolu s ostatními společnostmi provozujícími podzemní železnice v Londýně pohlcena organizací London Passenger Transport Board. a Ch. W. Clark ukončil svou spolupráci na projektech spojených s londýnským metrem. Zemřel v roce 1972.

## Budovy
Mezi lety 1911–1933 navrhl 25 stanic společnosti Metropolitan Railway a navrhl domy v rámci projektu příměstské oblasti Metro-land, a dále Chiltern Court, velký luxusní obytný komplex nad stanicí Baker Street, který byl otevřen v roce 1929. Stanice v centru Londýna byly postaveny v neoklasicistním stylu. Patří mezi ně stanice Farringdon, Aldgate, Edgware Road a Paddington (které stále ještě existují) spolu se stanicemi Euston Square a Notting Hill Gate (obě zbořeny). Venkovské stanice mimo vlastní Londýn, jako například stanice Watford, Croxley, Northwood Hills a Kingsbury, byly navrženy tak, aby udaly architektonický tón pro místní rozvojové projekty. V roce 2017 je šest z těchto stanic zapsáno na seznamu budov zvláštního architektonického nebo historického významu včetně stanice Baker Street, která byla rekonstruována v letech 1911–1913 a má památkovou ochranu stupeň II*. Jedna stanice má ochranu místních úřadů jako památka místního významu.

### Památkově chráněné budovy stanic
| Název                     | Obrázek | Stupeň ochrany | Linky                                                   | Data                                                                                | Poznámky | Mapa                                 |
| ------------------------- | ------- | -------------- | ------------------------------------------------------- | ----------------------------------------------------------------------------------- | --- | ------------------------------------ |
| Baker Street              |         | II*            | Circle line, Hammersmith & City line, Metropolitan line | Otevřena v roce 1863, přestavěna v letech 1911–1913                                 | John Fowler projektoval nástupiště linky Circle line, stanici přestavěl CH. W. Clark. Prestižní obytný komplex Chiltern Court, postavený nad stanicí ve 20. letech 20. století, památkově chráněný není. | 51°31′19,2″ s. š., 0°9′25,2″ z. d.   |
| Croxley                   |         | místní         | Metropolitan line                                       | 1925                                                                                | Památkově chráněno místními úřady | 51°38′51″ s. š., 0°26′28,7″ z. d.    |
| Farringdon                |         | II             | Circle, Hammersmith & City line, Metropolitan line      | Stanice postavena v roce 1865, budova na úrovni ulice přestavěna v roce 1922        | Původní stanici postavil John Fowler a přestavěl CH. W. Clark | 51°31′12″ s. š., 0°6′19,1″ z. d.     |
| Great Portland Street     |         | II             | Circle, Hammersmith & City line, Metropolitan line      | Stanice postavena v roce 1863, budova na úrovni ulice přestavěna v roce 1912        | Původní stanici postavil John Fowler a přestavěl CH. W. Clark | 51°31′25,44″ s. š., 0°8′38,14″ z. d. |
| Paddington (Praed Street) |         | II             | District line, Circle line                              | Stanice postavena v letech 1866–1868, budova na úrovni ulice přestavěna v roce 1915 | Původní stanici postavil John Fowler a přestavěl CH. W. Clark | 51°31′7″ s. š., 0°10′46″ z. d.       |
| Watford                   |         | II             | Metropolitan line                                       | kolem roku 1925                                                                     | Cihlová stavba ve stylu rodinného domu, udávající architektonický tón pro místní projekt příměstské oblasti Metro-land                                                                                   | 51°39′27″ s. š., 0°25′3″ z. d.       |
| Willesden Green           |         | II             | Jubilee line                                            | Původně postavena v roce 1879, budova na úrovni ulice přestavěna v roce 1925        | Budovu na úrovni ulice přestavěl CH. W. Clark | 51°32′57,1″ s. š., 0°13′18,1″ z. d.  |